# Las Vegas Raiders 2020
La stagione 2020 dei Las Vegas Raiders è stata la 51ª della franchigia nella National Football League, la 61ª complessiva e la terza sotto la direzione del capo-allenatore Jon Gruden dopo il suo ritorno con la squadra (la settima complessiva). I Raiders tentavano di migliorare il precedente record stagionale del 2019 di 7-9 e di raggiungere i playoff, risultato che non riuscivano a conseguire dalla stagione 2016. Con due vittorie in questa stagione, i Raiders divennero la terza squadra a raggiungere le 500 vittorie complessive della franchigia fra tutte quelle che hanno preso origine dall'antica American Football League. Dopo avere iniziato con un record di 6-3, la squadra collassò nella seconda parte della stagione per il secondo anno consecutivo, terminando con un record di 8-8 fuori dalla post-season.
Il 22 gennaio 2020, i Raiders ufficializzarono il definitivo trasferimento della franchigia a Las Vegas. Fu il terzo della loro storia (dopo Los Angeles nel 1982 e il ritorno ad Oakland nel 1994). A causa della pandemia di Covid-19, tutte le partite casalinghe del club si disputarono a porte chiuse.

## Movimenti di mercato

### Free agency

#### Arrivi
| Giocatore         | Ruolo | Età | Squadra 2019         |
| ----------------- | ----- | --- | -------------------- |
| Marcus Mariota    | QB    | 26  | Tennessee Titans     |
| Cory Littleton    | LB    | 26  | Los Angeles Rams     |
| Jason Witten      | TE    | 37  | Dallas Cowboys       |
| Carl Nassib       | LB    | 26  | Tampa Bay Buccaneers |
| Maliek Collins    | DT    | 24  | Dallas Cowboys       |
| Jeff Heath        | S     | 28  | Dallas Cowboys       |
| Eli Apple         | CB    | 24  | New Orleans Saints   |
| Nick Kwiatkoski   | MLB   | 26  | Chicago Bears        |
| Eric Kush         | G     | 30  | Cleveland Browns     |
| Nick O'Leary      | TE    | 27  | Jacksonville Jaguars |
| Nelson Agholor    | WR    | 26  | Philadelphia Eagles  |
| Daniel Ross       | DT    | 27  | Dallas Cowboys       |
| Damarious Randall | S     | 27  | Cleveland Browns     |
| Prince Amukamara  | CB    | 30  | Chicago Bears        |

#### Partenze
| Giocatore       | Ruolo | Età | Squadra 2020 |
| --------------- | ----- | --- | ------------ |
| Tarir Whitehead | LB    | 29  | -            |

### Scelte nel Draft 2020
| Scelte dei Raiders nel Draft 2020 |        |                |       |                |                                                   |
| Giro                              | Scelta | Giocatore      | Ruolo | College        | Note                                              |
| 1º                                | 12ª    | Henry Ruggs    | WR    | Alabama        |                                                   |
| 1º                                | 19ª    | Damon Arnette  | CB    | Ohio State     | dai Chicago Bears                                 |
| 3º                                | 80ª    | Lynn Bowden    | WR    | Kentucky       |                                                   |
| 3º                                | 81ª    | Bryan Edwards  | WR    | South Carolina | dai Chicago Bears                                 |
| 3º                                | 100ª   | Tanner Muse    | ILB   | Clemson        | dai New England Patriots                          |
| 4º                                | 109ª   | John Simpson   | OG    | Clemson        | dai Detroit Lions                                 |
| 4º                                | 139ª   | Amik Robertson | CB    | Louisiana Tech | dai Tampa Bay Buccaneers via New England Patriots |

#### Undrafted Free Agent
| Giocatore       | Ruolo | College           |
| --------------- | ----- | ----------------- |
| Dominik Eberle  | K     | Utah State        |
| Nick Bowers     | TE    | Penn State        |
| Liam McCullough | LS    | Ohio State        |
| George Mariner  | WR    | Utah State        |
| Javin White     | LB    | UNLV              |
| Madre Harper    | CB    | Southern Illinois |
| Mike Panasiuk   | DT    | Michigan State    |
| Kamaal Seymour  | OT    | Rutgers           |

## Staff
| Staff dei Las Vegas Raiders nel 2020 |
| --- |
| Organi dirigenziali - Proprietario: Mark Davis - Presidente: Marc Badain - Vicepres. esecutivo/Cons. generale: Dan Ventrelle - General Manager: Mike Mayock - Vicepres. Senior/Dir. amministrazione del football: Tom Delaney - Ass. Direttore personale dei giocatori: DuJuan Daniels - Ass. Direttore personale dei giocatori: Trey Scott - Dir. personale professionistico: Dwayne Joseph - Dir. osservatori dei college: Jim Abrams - Ass. Direttore osservatori dei college: Teddy Atlas - Cons. Senior general manager: Walter Juliff Capo allenatore - Jon Gruden - Ass. capo-all./Coord. special team - Rich Bisaccia - Dir. football research - Dave Razzano - Dir. football analytics - David Christoff Altri allenatori - Prep. atletico - A. J. Neibel - Assistente prep. atletico - D'Anthony Batiste - Assistente prep. atletico - Deuce Gruden - Assistente prep. atletico - Rick Slate - Nutrizionista - Ricky Ng Allenatori dell'attacco - Coord. offensivo – Greg Olson - Assistente senior – John Morton - Running Back – Kirby Wilson - Wide Receiver – Edgar Bennett - Tight End – Frank Smith - Offensive Line – Tom Cable - Controllo qualità attacco - Austin King - Controllo qualità attacco – Nick Holz - Controllo qualità attacco – Tim Berbenich Allenatori della difesa - Coord. difensivo – Paul Guenther - Defensive Line – Rod Marinelli - Ass. Defensive Line - Travis Smith - Linebacker – David Lippincott - Defensive Back – Jim O'Neil - Ass. Defensive Backs - – Taver Johnson Allenatori dello special team - Assistente special team - Byron Storer |

## Roster
| Roster dei Las Vegas Raiders nel 2020 |
| --- |
| Quarterback - 4 Derek Carr - 8 Marcus Mariota - 3 Nathan Peterman Running Back - 46 Devontae Booker - 45 Alec Ingold FB - 28 Josh Jacobs - 30 Jalen Richard KR Wide Receiver - 15 Nelson Agholor - 89 Bryan Edwards - 12 Zay Jones - 13 Hunter Renfrow - 11 Henry Ruggs Tight End - 85 Derek Carrier - 87 Foster Moreau - 83 Darren Waller - 82 Jason Witten Offensive Linemen - 71 Denzelle Good T - 61 Rodney Hudson C - 66 Gabe Jackson G - 68 Andre James T - 74 Kolton Miller T - 78 Patrick Omameh G - 75 Brandon Parker T - 76 John Simpson G - 70 Sam Young T Defensive Linemen - 97 Maliek Collins DT - 98 Maxx Crosby DE - 90 Johnathan Hankins DT - 73 Maurice Hurst Jr. DT - 99 Arden Key DE - -- Takkarist McKinley DE - 94 Carl Nassib DE - 93 Daniel Ross DT - 78 Kendall Vickers DE/DT Linebacker - 44 Nick Kwiatkoski ILB - 54 Raekwon McMillan MLB - 50 Nicholas Morrow OLB - 58 Kyle Wilber OLB Defensive Back - 24 Johnathan Abram SS - 20 Damon Arnette CB - 25 Erik Harris FS - 38 Jeff Heath SS - 31 Isaiah Johnson CB - 29 Lamarcus Joyner CB - 26 Nevin Lawson CB - 32 Dallin Leavitt FS - 27 Trayvon Mullen CB - 22 Keisean Nixon CB - 41 Amik Robertson CB Special Team - 2 Daniel Carlson K - 6 A.J. Cole III P - 47 Trent Sieg LS Lista delle riserve - 77 Trent Brown T (IR) - -- Ukeme Eligwe OLB - 96 Clelin Ferrell DE (IR) - 64 Richie Incognito G (IR) - 34 D.J. Killings CB - 42 Cory Littleton OLB (IR) - 55 Tanner Muse OLB (IR) - 84 Nick O'Leary TE (IR) - 35 Theo Riddick IR - -- Jeremiah Valoaga DE - 16 Tyrell Williams WR (IR) Squadra di allenamento - 88 Marcell Ateman WR - -- Vic Beasley DE - 49 Nick Bowers TE - 19 Robert Davis WR (IR) - 18 Keelan Doss WR - 5 Dominik Eberle K - 10 Rico Gafford WR - 33 Rashaan Gaulden S - 52 Gerri Green DE - 79 David Irving DT - 72 Jaryd Jones-Smith OT - 62 Erik Magnuson OL - 59 James Onwualu LB - 63 Kamaal Seymour T - 34 Kemah Siverand S - 92 Chris Smith DE - 53 Javin White LB 51 attivi, 11 inattivi, 16 nella squadra di allenamento |
| Legenda - I rookie sono in corsivo. - Il primo ruolo è il principale mentre gli eventuali successivi indicano i ruoli secondari. - (IR) sta per Injured Reserve ed indica la lista ristretta per un solo giocatore infortunato che può tornare ad allenarsi dopo la settimana 6 e a rientrare in prima squadra dopo che questa ha giocato 8 partite. - (NF-Inj.) / (NF-Ill.) stanno rispettivamente per Non-Football Injured e Non-Football Illness ed indicano le liste dove viene inserito un giocatore che ha un infortunio o una malattia non dipendente dal football americano. - (PUP) sta per Physically Unable to Perform ed indica la lista dove viene inserito un giocatore mentre è in attesa di recuperare la condizione fisica. Nella stagione regolare dopo la sesta partita giocata dalla propria squadra, il giocatore ha tempo tre settimane per riprendere ad allenarsi, più tre settimane aggiuntive dal suo rientro agli allenamenti per rientrare in prima squadra. |

## Calendario

### Pre-stagione
Il calendario della fase prestagionale è stato annunciato il 7 maggio 2020. Tuttavia, il 27 luglio 2020, il presidente della NFL Roger Goodell ha annunciato la cancellazione totale della prestagione, a causa della pandemia di Covid-19.

### Stagione regolare
Il 7 maggio 2020 è stato annunciato il calendario della stagione 2020. 
| Stagione regolare |                    |                         |                    |                    |                            |                    |
| Turno             | Data               | Avversario              | Risultato          | Record             | Stadio                     | Sintesi            |
| 1                 | 13 settembre       | at Carolina Panthers    | V 34–30            | 1–0                | Bank of America Stadium    | Recap              |
| 2                 | 21 settembre       | New Orleans Saints      | V 34–24            | 2–0                | Allegiant Stadium          | Recap              |
| 3                 | 27 settembre       | at New England Patriots | S 20–36            | 2–1                | Gillette Stadium           | Recap              |
| 4                 | 4 ottobre          | Buffalo Bills           | S 23–30            | 2–2                | Allegiant Stadium          | Recap              |
| 5                 | 11 ottobre         | at Kansas City Chiefs   | V 40–32            | 3–2                | Arrowhead Stadium          | Recap              |
| 6                 | Settimana di pausa | Settimana di pausa      | Settimana di pausa | Settimana di pausa | Settimana di pausa         | Settimana di pausa |
| 7                 | 25 ottobre         | Tampa Bay Buccaneers    | S 20–45            | 3–3                | Allegiant Stadium          | Recap              |
| 8                 | 1 novembre         | at Cleveland Browns     | V 16–6             | 4–3                | FirstEnergy Stadium        | Recap              |
| 9                 | 8 novembre         | at Los Angeles Chargers | V 31–26            | 5–3                | SoFi Stadium               | Recap              |
| 10                | 15 novembre        | Denver Broncos          | V 37–12            | 6–3                | Allegiant Stadium          | Recap              |
| 11                | 22 novembre        | Kansas City Chiefs      | S 31–35            | 6–4                | Allegiant Stadium          | Recap              |
| 12                | 29 novembre        | at Atlanta Falcons      | S 6–43             | 6–5                | Mercedes-Benz Stadium      | Recap              |
| 13                | 6 dicembre         | at New York Jets        | V 31–28            | 7–5                | MetLife Stadium            | Recap              |
| 14                | 13 dicembre        | Indianapolis Colts      | S 27–44            | 7–6                | Allegiant Stadium          | Recap              |
| 15                | 17 dicembre        | Los Angeles Chargers    | S 27–30 (dts)      | 7–7                | Allegiant Stadium          | Recap              |
| 16                | 26 dicembre        | Miami Dolphins          | S 25–26            | 7–8                | Allegiant Stadium          | Recap              |
| 17                | 3 gennaio          | at Denver Broncos       | V 32–31            | 8–8                | Empower Field at Mile High | Recap              |

Note: gli avversari della propria division sono in grassetto.

## Premi

### Premi settimanali e mensili
- Daniel Carlson:

giocatore degli special team della AFC della settimana 1
giocatore degli special team della AFC del mese di dicembre
- Derek Carr:

quarterback della settimana 5
- Jeff Heath:

difensore della AFC della settimana 10
- Maxx Crosby:

giocatore degli special team della AFC della settimana 17